# الحرب البونية الأولى
الحرب البونية -أو البونيقية- الأولى (منذ عام 264 حتى عام 241 قبل الميلاد) هي أولى الحروب البونية الثلاث التي اندلعت بين قرطاج وروما، القوتان الرئيسيتان في غرب المتوسط خلال أوائل القرن الثالث قبل الميلاد. استمرت الحرب 23 عامًا، وهي أطول صراع مستمر وأكبر حرب بحرية في تلك الفترة القديمة. تحارب الطرفان لتحقيق السيادة والهيمنة، تحديدًا على جزيرة صقلية الواقعة في البحر المتوسط والمياه المحيطة بها، وفي شمال أفريقيا أيضًا. هُزم القرطاجيون بعدما مُني الطرفان بخسارات مادية وبشرية هائلة.
بدأت الحرب عام 264 قبل الميلاد جراء استحواذ الرومان على موطئ قدم لهم في جزيرة صقلية إثر معركة مسيانا (مسينة حاليًا). ثم ضغط الرومان على سرقوسة (أو سيراكوز)، وهي آخر طرف مستقل قوي على الجزيرة، للتحالف معهم وحصار القاعدة الرئيسة للقرطاجيين في أكراغاس. حاول جيش قرطاجي ضخم فك الحصار عام 262 قبل الميلاد، لكنه هُزم شر هزيمة في معركة أكراغاس. بنى الرومان بعدها أسطولًا بحريًا لتحدي قوة قرطاج البحرية، واستخدموا تكتيكات جديدة أوقعت خسائر عديدة. استولى الرومان على قاعدة قرطاجية في كورسيكا، لكنهم لم ينجحوا في الهجوم على سردينيا، ثم خسر الرومان القاعدة التي احتلوها سابقًا في كورسيكا. استغل الرومان ميزة انتصاراتهم البحرية، فشنوا حملة على شمال أفريقيا، وأصبح القرطاجيون محاصرين. هُزم القرطاجيون مجددًا في معركة رأس إكنوموس، وربما كانت تلك أضخم معركة بحرية في التاريخ بناءً على عدد المقاتلين المشاركين فيها. سار الغزو بشكل جيد في البداية، وفي عام 255 قبل الميلاد، دعى القرطاجيون إلى عقد سلام، فكانت الشروط المقترحة قاسية جدًا لدرجة دفعت القرطاجيين إلى استكمال الحرب وهزم الغزاة. أرسل الرومان أسطولًا لإجلاء الناجين منهم، لكن القرطاجيين اعترضوا الأسطول في معركة رأس هيرمايوم على سواحل أفريقيا، فهُزم القرطاجيون هزيمة نكراء. في المقابل، دُمر الأسطول الروماني إثر عاصفة وقعت أثناء عودة الأسطول إلى إيطاليا، فخسر الرومان معظم سفنهم ولقا أكثر من 100 ألف رجل حتفهم.
استمرت الحرب لكن لم يستطع أي طرف إحراز تقدم حاسم. هاجم القرطاجيون أكراغاس واستولوا عليها مجددًا عام 255 قبل الميلاد، لكنهم هدموها وهجروها لاعتقادهم أنهم لن يستطيعوا المحافظة عليها. أعاد الرومان بناء أسطولهم بسرعة، فأضافوا 220 سفينة جديدة، واستولوا على بانورموس (باليرمو حاليًا) عام 254 قبل الميلاد. في العام التالي، خسر الرومان 150 سفينة في عاصفة أخرى. في عام 251، حاول القرطاجيون الاستيلاء مجددًا على بانورموس، لكنهم هُزموا في معركة خارج أسوار المدينة. احتل الرومان معظم صقلية ببطء، وفي عام 246 قبل الميلاد، حاصروا أخر حصنين قرطاجيين –في أقصى الغرب. شن الرومان أيضًا هجومًا مفاجئًا على الأسطول القرطاجي، لكنهم هُزموا في معركة دريباناي. أضاف القرطاجيون انتصارًا جديدًا لهم ما أدى إلى خسارة معظم السفن الحربية الرومانية المتبقية في معركة فينتياس. بعد عدة أعوام من التأخر، أعاد الرومان بناء أسطولهم مجددًا عام 243 قبل الميلاد، وحاصروا الحاميات القرطاجية بحرًا بنجاح. جمع القرطاجيون أسطولًا سعيًا لفك الحصار وإنقاذ الحاميات، لكنه دُمر في معركة الجزر العقادية عام 241 قبل الميلاد، فاضطرت القوات القرطاجية المقطوعة في صقلية إلى خوض محادثات السلام.
وافق الطرفان على معاهدة. وفقًا لشروط تلك المعاهدة، دفعت قرطاج أتاوات حرب ضخمة وأُلحقت صقلية بالجمهورية الرومانية بصفتها مقاطعة رومانية. لذا أصبحت روما القوة العسكرية الأبرز في غرب المتوسط، ولاحقًا في منطقة البحر المتوسط ككل. كانت الجهود الحثيثة التي بذلتها روما لبناء 1000 سفينة قادس خلال الحرب أساس هيمنة روما البحرية التي امتدت لـ 600 سنة. أشعل انتهاء الحرب شرارة تمرد كبير في الإمبراطورية القرطاجية، لكنه باء بالفشل. أدت المنافسة الاستراتيجية غير المنحلة بين روما وقرطاج إلى اندلاع الحرب البونية الثانية عام 218 قبل الميلاد.